# Атауальпа (провинция)
Атауальпа (исп.  Provincia de Atahuallpa, кечуа Atawallpa pruwinsya) — одна из 16 провинций боливийского департамента Оруро. Площадь составляет 5885 км². Население на 2001 год — 7114 человек. Плотность населения — 1,2 чел/км². Столица — город Сабая.

## География
Расположена в западной части департамента. Протяжённость провинции с северо-запада на юго-восток составляет 160 км; с северо-востока на юго-запад — 50 км. В административном отношении делится на 3 муниципалитета:
- Сабая
- Коипаса
- Чипая

Несколько озёр и солончаков, например, озеро Койпаса и солончак Койпаса.

## Население
Испанским владеют 92 % населения, языком аймара — 67 %, кечуа — 9 %. 59 % населения — католики, 32 % исповедуют протестантизм (на 1992 год). 66,4 % населения заняты в сельском хозяйстве (на 2001 год). По данным на 1992 год население составляло 3 567 человек.